# Victor Razafimahatratra
Victor Razafimahatratra (Ambanitsilena-Ranomasina, 8 de septiembre de 1921-Antananarivo, 6 de octubre de 1993) fue un sacerdote católico jesuita malgache que ejerció de arzobispo de Antananarivo desde 1976 hasta su muerte.
Antes de entrar en la Compañía de Jesús, se formó en el seminario mayor de Fianarantsoa y más tarde continuó su educación jesuita allí y en Bélgica. Fue ordenado sacerdote el 28 de julio de 1956 y el 16 de enero de 1971 Pablo VI lo ordenó catedral.